# Eosentomon crypticum
Eosentomon crypticum är en urinsektsart som beskrevs av Bernard 1990. Eosentomon crypticum ingår i släktet Eosentomon och familjen trakétrevfotingar. Inga underarter finns listade i Catalogue of Life.